# Муртазали-хан II
Муртазали-хан II (неизвестно, Кумух — 1816, Кумух) — пятый правитель Казикумухского ханства, сын Сурхай-хана II из рода Шамхалов.

## Биография
Сын Сурхай-хана II. О его деятельности известно мало. В юности участвовал во всех военных кампаниях отца в Картли, Черкесии, Дербентском и Кубинском ханствах. 17 июля 1813 года именно Муртазали от имени отца признал превосходство русской империи.
Дальнейшие события противоречивы: по одной версии Сурхай-хан II решил отправиться к персидскому шах-заде Аббасу-Мирзе для заключения нового соглашения; по другой версии Муртузали заставил отца покинуть ханство. Возможно ему в этом тайно помогали русские, поскольку не доверяли Сурхай-хану II.
Муртазали-хан II принял присягу верности Российской империи, отказавшись от отцовских планов сопротивления. Однако в 1814 году Сурхай-хан вернулся, что стало причиной кавардаков, поскольку часть знати встала на сторону бывшего хана. В конце концов, при непонятных обстоятельствах в 1816 году Муртазали-хан II был убит, а Сурхай-хан II вернулся на трон.